# Diksnavelkoekoek
De diksnavelkoekoek (Pachycoccyx audeberti) is een vogel uit de familie Cuculidae (koekoeken). De vogel is genoemd naar de Duitse natuuronderzoeker Joseph Peter Audebert (1848-1933).

## Verspreiding en leefgebied
Deze soort komt voor in westelijk, het westelijke deel van Centraal-en zuidoostelijk Afrika, inclusief Madagaskar en telt drie ondersoorten:
- P. a. brazzae: van Guinee tot Kameroen en westelijk Congo-Kinshasa.
- P. a. validus: van oostelijk Congo-Kinshasa tot zuidoostelijk Kenia, Mozambique en Zuid-Afrika.
- P. a. audeberti: Madagaskar.